# 96
Cette page concerne l'année 96  du calendrier julien. Pour l'année 96 av. J.-C., voir 96 av. J.-C. Pour le nombre 96, voir 96 (nombre).
L'année 96 est une année bissextile qui commence un vendredi.

## Événements
- Printemps[1] : conspiration contre Domitien à l’instigation du chambellan Parthenius et du procurateur Stephanus. S’y joint des membres de l’aristocratie sénatoriale, les deux préfets du prétoire T. Petronius Secundus et Norbanus, un autre chambellan Sigetius, le chef du bureau de la correspondance, Entellus et l’impératrice elle-même, Domitia Longina, qui craint pour sa vie[2].
- 18 septembre : Domitien est poignardé dans la chambre impériale par un de ses affranchis, Stephanus[3]. Le soir même, M. Cocceius Nerva, un des doyens du Sénat (70 ans), désigné par les conjurés, devient le premier empereur de la dynastie des Antonins. De santé fragile, il ne règne qu’un an et demi[3].
- Automne : Trajan est nommé gouverneur de Germanie supérieure[4].

- Le Sénat recouvre ses prérogatives constitutionnelles. « Nerva, nous dit Tacite, a uni deux choses jadis inconciliables, le principat et la liberté »[5].
- Soulèvement militaire sur le Danube, à Viminacium, en Mésie supérieure, où sont impliqués des Suèves, à l'annonce de la mort de l'empereur. L’intervention du philosophe Dion Chrysostome, exilé par Domitien, aurait apaisé les mécontents[6].
- Fondation de la colonie romaine de Cuicul (Djemila) en Numidie[7].

## Décès en 96
- 18 septembre : Domitien, empereur romain, assassiné.
- Stace, poète latin.
- Quintilien, rhéteur romain.